# Березанський Юрій Макарович
Ю́рій Мака́рович Береза́нський (8 травня 1925, Київ — 7 червня 2019, Київ) — видатний український математик, патріарх і засновник Київської школи функціонального аналізу, лауреат Державної премії України в галузі науки і техніки, Заслужений діяч науки і техніки України, доктор фізико-математичних наук, професор, академік Національної академії наук України.
Народився Ю. М. Березанський в інтелігентній українській родині (батько був агрономом-науковцем, мати — бібліотекарем) у Києві; з цим містом пов'язане все його подальше життя. 
У 1944 р. після восьмого класу загальноосвітньої школи вступив до Київського державного університету ім. Т. Г. Шевченка на фізико-математичний факультет. У той час в університеті викладав С. І. Зуховицький. Незвичайні математичні здібності Юрія Макаровича привернули увагу С.Г. Крейна, під впливом якого сформувались його перші наукові інтереси.
По закінченні університету (1948 р.) Ю. М. Березанський вступив до аспірантури при відділі алгебри і функціонального аналізу Інституту математики АН УРСР (нині НАН України). Науковим керівником був М. Г. Крейн. Тут він захистив обидві свої дисертації:
- кандидатську «Гіперкомплексні системи з компактним і дискретним базисом» (1951),
- докторську «Деякі питання спектральної теорії рівнянь з частинними різницями й частинними похідними» (1955).

Тут він обіймав усі наукові посади аж до завідувача відділу спочатку математичного (1960 — 1986 рр.), а потім функціонального (1986 — 2001 рр.) аналізу. 
У 1964 р.обраний членом-кореспондентом, а згодом (1988 р.) академіком НАН України. 

## Наукова діяльність
Упродовж своєї наукової діяльності Ю. М. Березанський працював в області функціонального аналізу, теорії операторів, теорії диференціальних рівнянь та їх застосувань.
Основні напрями його досліджень — спектральна теорія самоспряжених операторів, зокрема диференціальних з частинними похідними та різницевих з частинними різницями, узагальнені функції, гармонічний аналіз, граничні задачі для диференціальних і різницевих рівнянь, обернені задачі спектрального аналізу, нескінченновимірний аналіз.
Упродовж своєї наукової діяльності Березанський одержав низку фундаментальних результатів у галузі функціонального аналізу, теорії операторів, теорії диференціальних рівнянь та їх застосувань. Циклом його робіт зі спектральної теорії операторів було, з одного боку, завершено побудову теорії розкладів за узагальненими власними векторами абстрактних самоспряжених операторів, а з іншого — підбито підсумки тривалих досліджень багатьох математиків у теорії розкладів за власними функціями диференціальних і різницевих рівнянь як звичайних, так і з частинними похідними й різницями. Невдовзі його результати було поширено на довільні сім'ї комутуючих нормальних операторів. На основі зазначених спектральних розкладів Юрій Макарович здійснив побудову й аналіз інтегральних зображень додатно визначених ядер багатьох, у тому числі й нескінченної кількості, змінних. На тому ж самому шляху було вивчено нескінченновимірну проблему моментів та її узагальнення, пов'язані з квантовою теорією поля.
Спектральна теорія нескінченних сімей операторів і дослідження диференціальних операторів, залежних від нескінченної кількості змінних, потребувала розвитку теорії узагальнених функцій нескінченної кількості змінних. Така теорія була розвинута Ю.М. Березанським та його учнями. Було введено й вивчено важливі класи просторів таких функцій. Об'єднання різних підходів до побудови цієї теорії привело до зручних для застосувань узагальнень теорії білого шуму. До розглядуваного напряму прилягає аналіз на просторі конфігурацій, розвинутий ними упродовж 1998-2003 рр.
У 80-их роках минулого століття школою Юрія Макаровича розпочалось систематичне дослідження спектральних властивостей диференціальних операторів, що діють у просторах функцій нескінченної кількості змінних, а також у напрямах, зв'язаних із застосуваннями до статистичної механіки. Слід відзначити, що, завдяки цій школі, нескінченновимірний аналіз істотно просунувся вперед, а його методи значно вдосконалились.
Ю.М. Березанський був першим, хто розглянув обернені задачі для рівнянь з частинними різницями й частинними похідними. У першому випадку він повністю розв'язав задачу в спектральній постановці, а згодом його учні розглянули також обернену задачу розсіяння, у другому — йому належать ряд постановок обернених задач і відповідна теорема єдиності. Метод обернених спектральних задач надалі був застосований ним до інтегрування нелінійних систем різницевих рівнянь.

## Педагогічна діяльність
Свою наукову діяльність академік НАН України Ю.М. Березанський поєднував з педагогічною працею. Від 1954 р. і майже 60 років він викладав у Київському національному університеті імені Тараса Шевченка, в 1994-1996 рр. викладав у Люблінському університеті (Польща).

## Науково-організаційна діяльність
Березанський був членом редколегій декількох математичних журналів, засновником і головним редактором англомовного київського журналу «Methods of Functional Analysis and Topology» («Методи функціонального аналізу і топології»).

## Нагороди та відзнаки
Державна премія України в галузі науки і техніки (1998) 
Премія НАН України ім. М. М. Крилова (1980)
Премія НАН України ім. М. М. Боголюбова (1997)
Заслужений діяч науки і техніки України (2005)
Премія НАН України ім. М. В. Остроградського (2006)

## Публікації
Ю.М. Березанський – автор 6 монографій і понад 250 наукових статей у провідних математичних журналах.
Усі його монографії перевидано англійською мовою закордонними видавництвами. Вони широко відомі в математичному світі та отримали високу оцінку фахівців. В них розв'язано чимало вузлових проблем, які досить довго залишались на порядку денному. 
Основні праці
- Разложение по собственным функциям самосопряженных операторов.  — Київ. 1965;
- Самосопряженные операторы в пространствах функций бесконечного числа переменных.  — Київ. 1978;
- Спектральные методы в бесконечномерном анализе.  — Київ. 1988 (співавтор);
- Функціональний аналіз.  — Київ. 1990 (співавтор);
- Гармонический анализ в гиперкомплексных системах.  — Київ. 1992 (співавтор)

## Підготовка кадрів
Його творча активність, математична культура і кругозір мали вирішальне значення в розвитку функціонального аналізу в Україні, зокрема у Києві, де його зусиллями була створена наукова школа, до здобутків якої шанобливо ставиться уся математична спільнота. Ця школа постійно тримає лідерство у питаннях спектральної теорії операторів, теорії узагальнених функцій і, особливо останнім часом, нескінченновимірного аналізу та його застосувань.
Серед його учнів 12 докторів та 46 кандидатів наук.

## Родина
Дружина Ю. М. Березанського — Березанська Софія Станіславівна (до шлюбу — Зося Баранович), археолог за фахом. Їх дочка Євдокимова Наталія Юріївна працювала в Інституті біохімії НАНУ.

## Громадський почин
Ю. М. Березанський був учасником виступу української інтелігенції 1968 року на захист конституційних прав громадян. Після здобуття Україною незалежності послідовно обстоював панування української мови у стінах Інституту математики.